# Stanislav Konopásek
Temple de la renommée du hockey tchèque :
Stanislav Konopásek (né le 18 avril 1923 en Tchécoslovaquie — mort le 6 mars 2008 à Prague en République tchèque) est un joueur professionnel de hockey sur glace du milieu du XXe siècle.

## Carrière

### Carrière de joueur
Il commence sa carrière en 1935 en jouant pour le LTC Prague et joue avec l'équipe le premier championnat de l'histoire du pays en 1937. Il va y rester entre 1935 et 1950 et y remporter dix titres de champions ainsi que quatre Coupe Spengler. Il participe avec l'équipe nationale à de nombreuses compétitions internationales et il remporte le titre de champion du monde en 1947 et 1949. Il remporte également la médaille d'argent lors du tournoi olympique de 1948.
En 1950, l'équipe de Tchécoslovaquie devait se rendre au championnat du monde 1950 mais les autorités ont préféré annuler la participation de leurs joueurs de peur d'assister à de nombreuses défections. Les joueurs du LTC mécontent de cette décision sont alors arrêtés. La véritable raison aurait été l'exil de l'ancienne vedette Josef Maleček de Tchécoslovaquie et son désir de monter une autre équipe nationale. Le club du LTC est alors renommé Tatra Smíchov.
Personnellement, il est condamné à douze ans de prison et effectuera cinq ans dans les mines d'uranium du camp de travaux forcées Vojna. À sa sortie, il intègre pour une saison l'effectif de la nouvelle forme du LTC mais part pour la saison suivante et pendant six saisons pour le HC Sparta Praha. Il remporte une nouvelle fois la Coupe Spengler en 1962 et joue sa dernière saison en 1962-1963 avec le Motorlet Praha.
Au total dans sa carrière professionnelle, il a joué 50 matchs sous le maillot national pour 69 buts. Dans le championnat national, il inscrit 92 buts en 130 matchs.
Le 30 janvier 2006, le site internet du LTC Praha établit l'équipe type de son histoire et il est élu à l'aile en compagnie de Bohumil Modrý dans les buts, Miroslav Pokorný et Josef Trousílek en défense et Josef Maleček sur l'autre aile et Vladimír Zábrodský au centre.

### Carrière d'entraîneur
À la suite de sa carrière de joueur, il devient pour deux saisons l'entraîneur du Motorlet avant de quitter la Tchécoslovaquie pour la Pologne en 1965. Il passe trois saisons derrière le banc du GKS Katowice puis retourne à Prague en 1968 pour entraîner l'équipe du Sparta. Il va y passer cinq saisons et met fin à sa carrière d'entraîneur en 1973.
Il meurt à l'âge de 84 ans après une longue maladie.